# Grande Démission
Pour des raisons techniques, il est temporairement impossible d'afficher le graphique qui aurait dû être présenté ici.

Au début de la pandémie de COVID-19 on constate une importante chute des démissions aux États-Unis, puis un retour au niveau d'avant pandémie en juillet 2020 qui se poursuit jusqu'à un pic record en avril 2021.
La Grande Démission (Great Resignation) est un ample phénomène de démissions professionnelles qui a commencé aux États-Unis en 2020, à la suite de la pandémie de Covid-19, lorsque des millions d'Américains insatisfaits de leur travail ou de leur salaire ont quitté leur emploi,. Les métiers de la restauration et du commerce sont les plus touchés.

## Apparition du terme
Selon Romaric Godin, le terme a été proposé dès 2019 par l’universitaire américain Anthony Klotz, qui anticipait qu’une fuite massive du marché du travail salarié était une suite logique des dérives du modèle capitaliste moderne. Selon lui, ce modèle a pris pour pierre angulaire la soumission des salariés aux intérêts de la finance.

## Un phénomène récurrent
Depuis les années 2000 jusqu'à 2019, le taux de démission aux États-Unis n'avait jamais dépassé 2,4 % des travailleurs par mois. Normalement, la hausse des taux de démission indique que les travailleurs pensent pouvoir trouver un emploi mieux payé ; cela correspond généralement à des périodes de stabilité économiqueet à des taux de chômage assez bas,. Inversement, pendant les périodes de chômage élevé, les taux de démission ont tendance à diminuer car les taux d'embauche diminuent également. Par exemple, pendant la Grande récession, le taux de démission aux États-Unis est passé de 2,0 % à 1,3 %, alors que le taux d'embauche est passé de 3,7 % à 2,8 %.
Les taux de démission aux États-Unis pendant la pandémie de Covid-19 ont initialement suivi ce schéma. En mars et avril 2020, un nombre record de 13,0 et 9,3 millions de travailleurs (8,6 % et 7,2 %) ont été licenciés, et le taux de démission est ensuite tombé à son niveau le plus bas en sept ans, soit 1,6 %. La plupart des licenciements et des démissions ont été le fait de femmes, qui travaillent de manière disproportionnée dans les secteurs les plus touchés par les fermetures, comme les industries de services et les garderies,,.
À mesure que la reprise du travail et des embauches s'est faite, des démissions ont été enregistrées en grand nombre (avec un pic historique de 3 992 000 personnes en avril 2021). Une petite partie des travailleurs (53 000 contre 559 000 créations d'emploi en mai 2021) a quitté le marché du travail, contribuant à une pénurie de main d'œuvre. Ces démissions ont contribué à la baisse du taux de chômage, qui est passé de 14,7 % en avril 2020  à 5,8 % ce même mois, encore loin du chiffre avant pandémie (3,5 %).  Ces départs du marché du travail, touchant surtout les postes à bas salaires ont été attribués par les entreprises à trois différents facteurs, « les problèmes de santé des travailleurs, les contraintes en matière de garde d'enfants et les généreuses allocations de chômage ». Parmi les démissionnaires, si une petite partie a effectivement quitté de façon définitive le marché du travail, notamment chez les plus riches et plus âgés ayant anticipé leur retraite, d'autres en ont profité pour négocier de meilleures conditions d'emploi, ou pour changer de statut  en devenant travailleurs indépendants.
L'une des explications proposées est que la pandémie aurait accentué la prise de conscience que la hiérarchie des rémunérations et des gains était sans aucun lien avec l’importance des fonctions exercées dans l’économie. Les métiers essentiels ont continué à travailler pendant la crise, alors qu’il s’agit de métiers mal reconnus et mal payés, et la finance a prospéré. Selon Godin, le discours sur le mérite et la justice de la société de marché s’est révélé n’être qu’une fable et les gens ont cessé d’y croire et n’ont plus voulu alimenter cette fiction, provoquant leur démission.
Selon la Revue Nature, ce phénomène a aussi touché le monde scientifique où l'on a vu « un grand nombre de travailleurs réévaluer leur carrière et leur mode de vie et choisir de quitter leur emploi à la suite de la pandémie. Le milieu universitaire ne fait pas exception, de nombreux scientifiques décidant de quitter le secteur face à l'augmentation de la charge de travail, aux biais systémiques et à la pression de publier »,.
D'une façon plus générale, le grand nombre de démissions enregistrées pendant cette période est un phénomène récurrent observé chaque fois que le marché du travail est en tension, après des périodes de crise, mais il s'est révélé dans ce cas avec plus d'acuité. 